# Římskokatolická farnost Svádov
Římskokatolická farnost Svádov (lat. Schwadna) je církevní správní jednotka sdružující římské katolíky na území městské části Svádov a v jejím okolí. Organizačně spadá do ústeckého vikariátu, který je jedním z 10 vikariátů litoměřické diecéze.

## Historie farnosti
První písemná zmínka o farní lokalitě Svádov pochází z roku 1188, která uvádí, že v místě byla plebánie spravovaná komendou johanitů. Po roce 1621 byla johanitská duchovní správa obnovena. Matriky jsou vedeny od roku 1668.

### Duchovní správcové vedoucí farnost
Začátek působnosti jmenovaného v duchovní správě farnosti od:
- 1354 Hanko, † 1363
- 1364 Bušek z Týnce
- Bedricus, † 1418
- 1418 Ioannes z Bystřice
- 1426 Jira
- 1434 Georgius Beran
- Lucas von Klemch, † 1566
- 1629 Ioann. Lipsius
- 1663 Tobias Ignat. Weindlich
- 1668 Matheus Franc. Vatter
- 1692 Henric. Ignat. Kunz
- 1700 Frideric. Ignat. Reintsch
- 1702 Daniel Gabriel Hertsch
- 1710 Gotfr. Vielkind
- 1722 Math. Peterke
- 1750 Anton. Christ. Ricci
- 1756 Simon Hauschild
- 1768 Jos. Runge
- 1769 Wencesl. Laurent. Hofmann
- 1773 Franc. von Hülle
- 1780 Ioann. Hesse, n. 16. 8. 1741 Benešov n. Pl., o. 23. 9. 1767, † 15. 1. 1830
- 1830 Andr. Pollinger, n. 10. 2. 1768 Planens., o. 4. 7. 1791, † 10. 7. 1839
- 1839 par. vacat, cap. Vinc. Pankratz
- 1839 admin. Anton. Glener, n. 1. 11. 1800 Naschav., o. 4. 9. 1827
- 1840 Jos. Schönfeld, n. 10. 2. 1782 Lípa, o. 8. 9. 1805, † 7. 1. 1850
- 1850 Anton. Glener, n. 1. 11. 1800 Naschav., o. 4. 9. 1827, † 29. 3. 1886
- 1880 Jos. Nittel, n. 24. 4. 1823 Lindenau, o. 4. 7. 1848, † 25. 3. 1893
- 1894 Wenc. Jebautzke, n. 1. 5. 1830 Oberřepsch., o. 15. 7. 1854, † 22. 8. 1901
- 1901 par. vacat, admin. Ad. Bělík
- 1902 Jos. Eschler, n. 8.3.1847 Hasel, o. 14. 11. 1874, † 27. 7. 1928
- 1912 Adolph. Bělík, n. 4.1.1872 Straschnow, o. 17. 6. 1894
- 1. 10. 1940 Anton. Gampe, n. 4.10.1893 Neuehrenberg, o. 29. 6. 1917
- 1. 7. 1945 Adolph. Bielik
- 1. 11. 1960 František Kubát
- 1. 11. 1990 Antonín Sporer
- 1. 7. 1999 Pavel Jančík
- 1. 6. 2008 Josef Mazura, admin. exc. z Ústí nad Labem-Střekov[3]

Kromě kněží stojících v čele farnosti, působili ve farnosti v průběhu její historie i jiní kněží. Většinou pracovali jako farní vikáři, kaplani, katecheté, výpomocní duchovní aj.

## Území farnosti
Do farnosti náleží území těchto obcí:
- Svádov (Schwaden[p 2])
- Březí (Presei[p 2])
- Budov (Budowe[p 2])
- Malé Březno (Kleinpriesen[p 2])
- Nový Les (Neuwald[p 2])
- Olešnice (Waldschnitz[p 2])
- Olšinky (Wolfschlinge[p 2])
- Valtířov (Waltirsche[p 2])
- Varta (Warta[p 2])
- Velichov (Welchen[p 2])
- Velké Březno (Grosspriesen[p 2])
- Vítov (Wittal[p 2])

## Římskokatolické sakrální stavby a místa kultu na území farnosti
| | Fotografie | Stavba                             | Místo        | Bohoslužby                      | Zeměpisné souřadnice            | Status                | Číslo kulturní památky                      |
| Kostely | Kostely    | Kostely                            | Kostely      | Kostely                         | Kostely                         | Kostely               | Kostely                                     |
| --- | ---------- | ---------------------------------- | ------------ | ------------------------------- | ------------------------------- | --------------------- | ------------------------------------------- |
| 1. |            | Kostel sv. Jakuba Staršího         | Svádov       | bližší informace o bohoslužbách | 50°39′44″ s. š., 14°6′27″ v. d. | farní kostel          | 43570/5-249 (Pk•MIS•Sez•Obr•WD) (Q24282890) |
| 2. |            | Kostel sv. Václava                 | Valtířov     | bližší informace o bohoslužbách | 50°40′23″ s. š., 14°7′12″ v. d. | filiální kostel       | 43081/5-282 (Pk•MIS•Sez•Obr•WD) (Q19602300) |
| Kaple |            |                                    |              |                                 |                                 |                       |                                             |
| 3. |            | Kaple                              | Malé Březno  | neslouží se pravidelně          | 50°40′18″ s. š., 14°10′8″ v. d. | kaple                 | —                                           |
| Zaniklé sakrální stavby |            |                                    |              |                                 |                                 |                       |                                             |
| 4. |            | Kaple Nejsvětějšího Srdce Ježíšova | Velké Březno | nelze sloužit                   |                                 | zbořená zámecká kaple | —                                           |
| Některé drobné sakrální stavby a pamětihodnosti lze dohledat zde v databázi Drobné sakrální památky Zaniklé sakrální stavby lze dohledat zde v databázi Poškozené a zničené kostely, kaple a synagogy v České republice |            |                                    |              |                                 |                                 |                       |                                             |

Ve farnosti se mohou nacházet i další drobné sakrální stavby, místa římskokatolického kultu a pamětihodnosti, které neobsahuje tato tabulka.

## Příslušnost k farnímu obvodu
Z důvodu efektivity duchovní správy byl vytvořen farní obvod (kolatura) farnosti Ústí nad Labem-Střekov, jehož součástí je i farnost Svádov, která je tak spravována excurrendo.

## Galerie

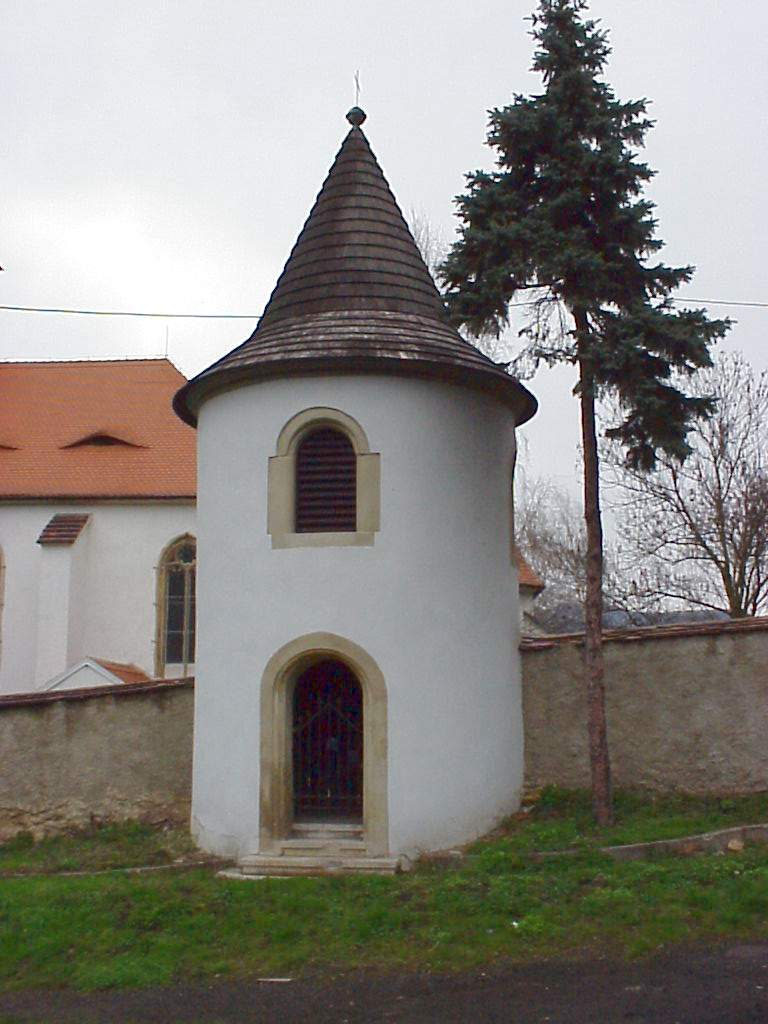
Kaplička u kostela ve Svádově
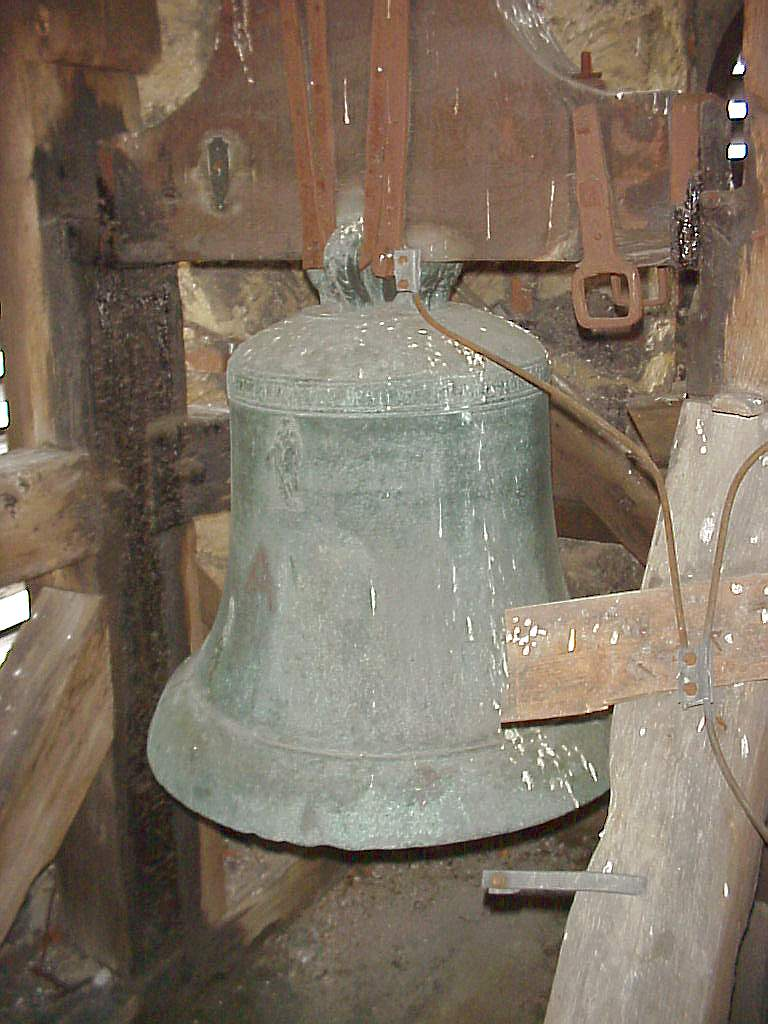
Velký zvon v kostele sv. Jakuba ve Svádově
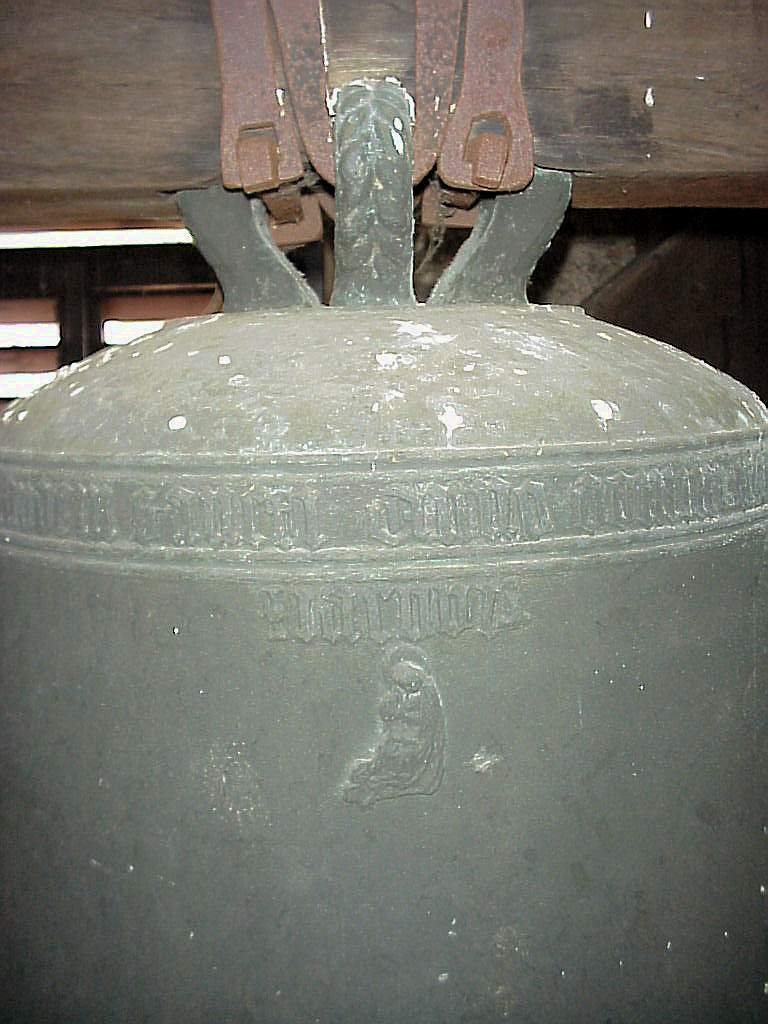
Detail zvonu ve svádovském kostele sv. Jakuba
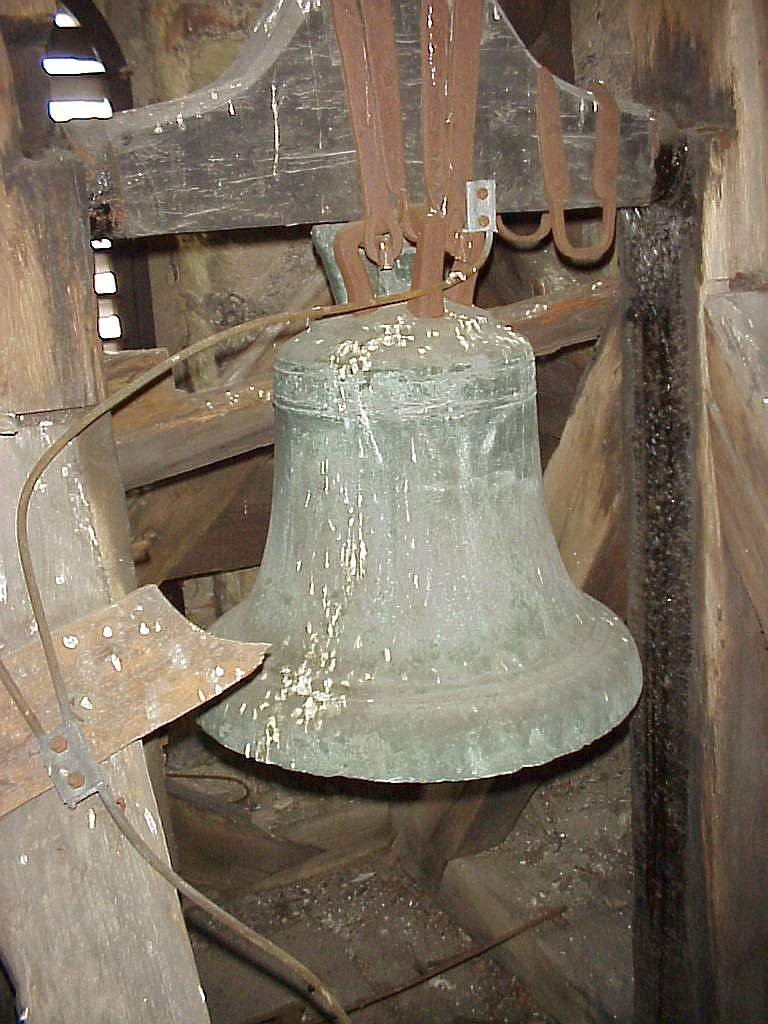
Boční pohled zvon v kostele sv. Jakuba ve Svádově
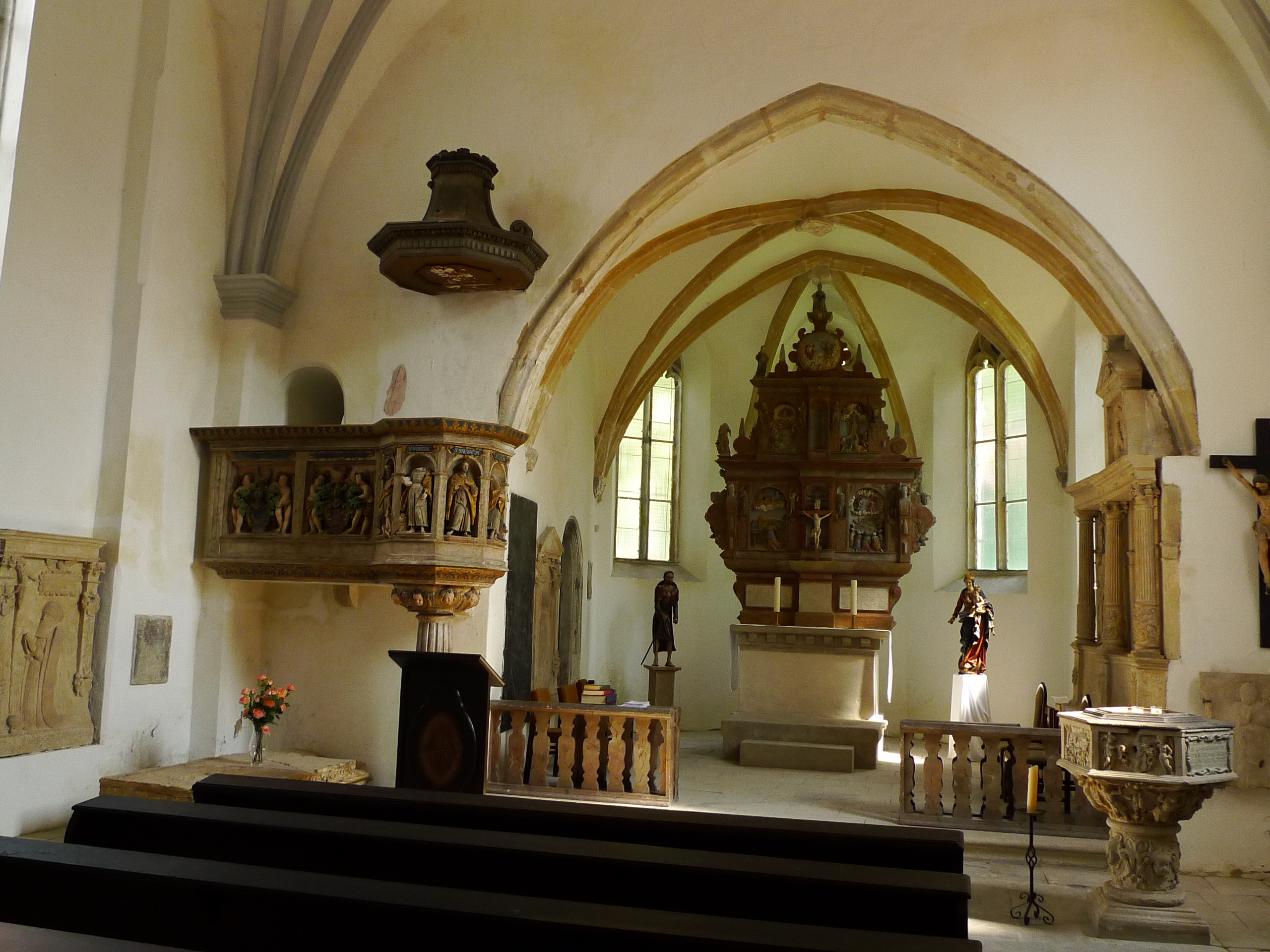
Kostel sv. Jakuba Staršího, Svádov
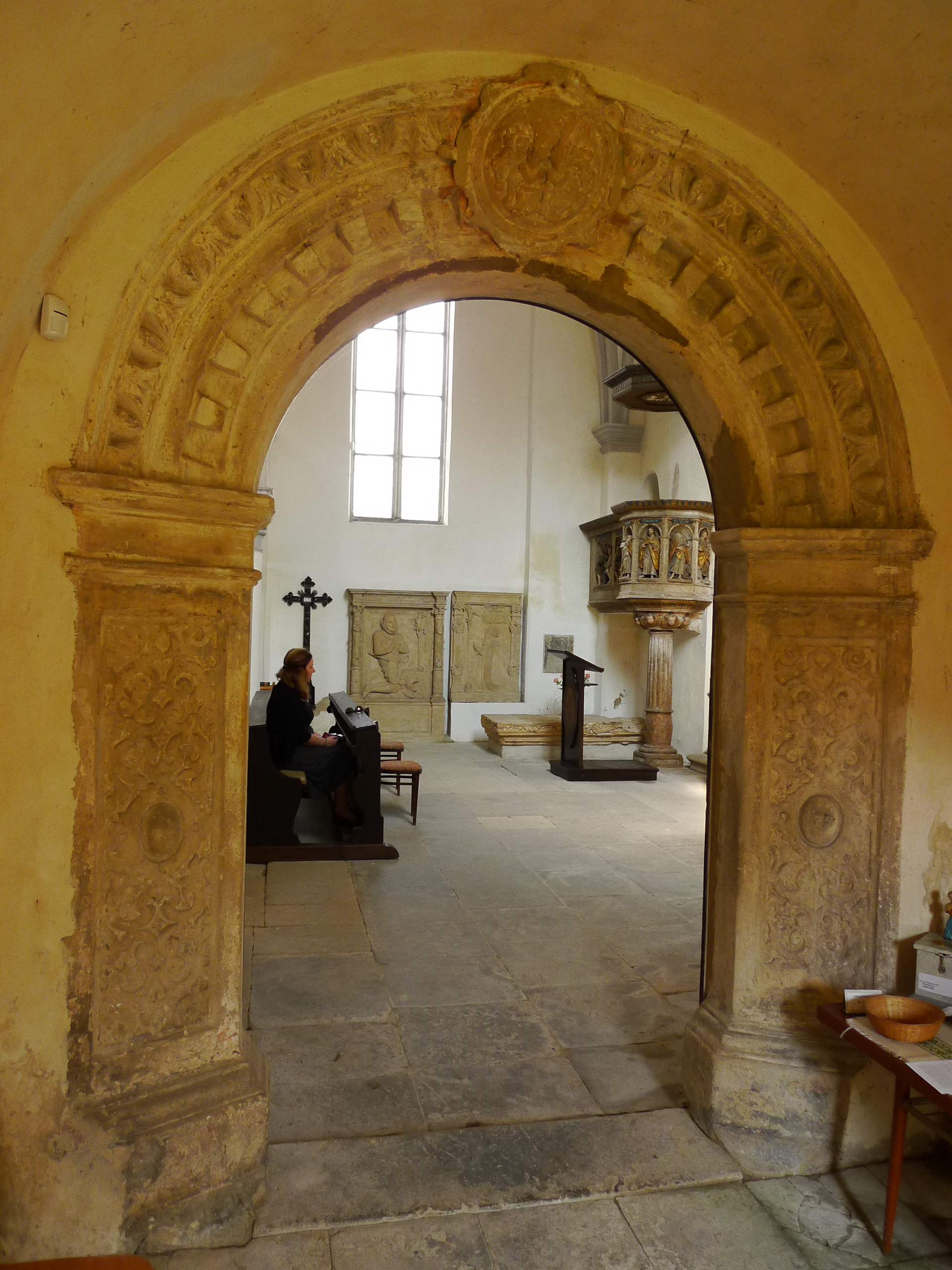
Kostel sv. Jakuba Staršího-renesanční portál, Svádov
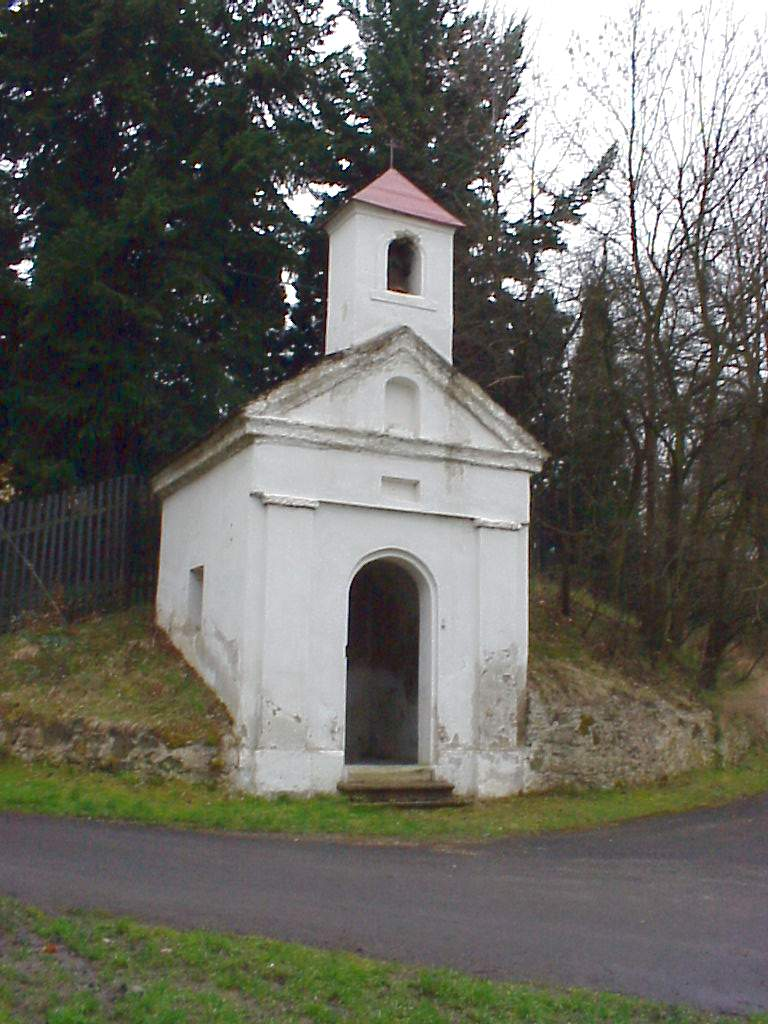
Kaplička v Budově